# Limotettix medleri
Limotettix medleri är en insektsart som beskrevs av Hamilton 1994. Limotettix medleri ingår i släktet Limotettix och familjen dvärgstritar. Inga underarter finns listade i Catalogue of Life.